# Emiliano Martínez Toranza
Emiliano Martínez Toranza (Punta del Este, 17 de agosto de 1999) es un futbolista uruguayo. Juega de centrocampista y su club es la S. E. Palmeiras del Campeonato Brasileño de Serie A.

## Trayectoria
Emiliano Martínez Toranza comienza su carrera futbolística en la escuela de fútbol Charruitas del departamento de Maldonado. Tiempo más tarde y con 13 años pasaría a integrar la Selección de dicho departamento, para posteriormente arribar a las Formativas del Club Nacional de Football. 
Iniciaría en preséptima y formaría parte en adelante de todas las categorías.
En sus pasajes por sub-14 y sub-16, comienza como volante ofensivo, evolucionando con el tiempo a su actual posición de volante central.
En 2018 integra el plantel sub-20 junto a varios de sus compañeros actuales de Primera, plantel que posteriormente se consagraría campeón por primera vez de la Copa Libertadores Sub-20. 
Para el comienzo de la temporada 2019 y con el nombramiento de Eduardo Domínguez como nuevo entrenador del primer equipo, Emiliano es ascendido para realizar la pretemporada, alternando durante el año momentos entre el plantel principal y tercera división.
Su debut en Primera División sería el 15 de septiembre de 2019, bajo las órdenes de Álvaro Gutiérrez, ingresando a los 79´ frente a Liverpool en el estadio Gran Parque Central por la primera fecha del Torneo Clausura. El encuentro finalizó con victoria por 4 tantos a 1.
A pesar de tener relativamente pocos minutos en cancha, se consagra campeón de dicho torneo y más adelante repetiría por el campeonato uruguayo frente a Peñarol.
En enero de 2020 y con el nuevo entrenador Gustavo Munúa, Emiliano participa en la pretemporada, disputando una serie de amistosos, dejando buenas sensaciones ante River Plate argentino, acompañado por Joaquín Trasante en el mediocampo.
Es incluido en la lista de buena fe para la Copa Libertadores 2020, teniendo su debut en el máximo torneo continental el 5 de marzo, visitando a Alianza Lima con victoria por 1-0.

## Selección nacional

### Participaciones en Copas América
| Torneo            | Sede           | Resultado     | Partidos | Goles |
| ----------------- | -------------- | ------------- | -------- | ----- |
| Copa América 2024 | Estados Unidos | Tercer puesto | 0        | 0     |

## Estadísticas
Actualizado al último partido disputado el 14 de agosto de 2025.
| Club                         | Div.          | Temporada     | Liga  | Liga  | Estatal | Estatal | Copas nacionales | Copas nacionales | Copas internacionales | Copas internacionales | Total | Total |
| Club                         | Div.          | Temporada     | Part. | Goles | Part.   | Goles   | Part.            | Goles            | Part.                 | Goles                 | Part. | Goles |
| ---------------------------- | ------------- | ------------- | ----- | ----- | ------- | ------- | ---------------- | ---------------- | --------------------- | --------------------- | ----- | ----- |
| Nacional · Uruguay           | 1.ª           | 2019          | 1     | 0     | ―       | ―       | ―                | ―                | 0                     | 0                     | 1     | 0     |
| Nacional · Uruguay           | 1.ª           | 2020          | 24    | 1     | ―       | ―       | ―                | ―                | 8                     | 0                     | 32    | 1     |
| Nacional · Uruguay           | 1.ª           | 2021          | 9     | 0     | ―       | ―       | 1                | 0                | 4                     | 0                     | 14    | 0     |
| Nacional · Uruguay           | Total club    | Total club    | 34    | 1     | 0       | 0       | 1                | 0                | 12                    | 0                     | 47    | 1     |
| Red Bull Bragantino · Brasil | 1.ª           | 2021          | 13    | 0     | ―       | ―       | 0                | 0                | 0                     | 0                     | 13    | 0     |
| Red Bull Bragantino · Brasil | 1.ª           | 2022          | 0     | 0     | 0       | 0       | 0                | 0                | 0                     | 0                     | 0     | 0     |
| Red Bull Bragantino · Brasil | Total club    | Total club    | 13    | 0     | 0       | 0       | 0                | 0                | 0                     | 0                     | 13    | 0     |
| F. C. Midtjylland Dinamarca  | 1.ª           | 2022-23       | 25    | 0     | ―       | ―       | 1                | 0                | 7                     | 1                     | 33    | 1     |
| F. C. Midtjylland Dinamarca  | 1.ª           | 2023-24       | 16    | 0     | ―       | ―       | 0                | 0                | 6                     | 0                     | 22    | 0     |
| F. C. Midtjylland Dinamarca  | 1.ª           | 2024-25       | 15    | 0     | ―       | ―       | 1                | 0                | 11                    | 0                     | 27    | 0     |
| F. C. Midtjylland Dinamarca  | Total club    | Total club    | 56    | 0     | 0       | 0       | 2                | 0                | 24                    | 1                     | 82    | 1     |
| S. E. Palmeiras · Brasil     | 1.ª           | 2025          | 15    | 1     | 8       | 0       | 2                | 0                | 9                     | 0                     | 34    | 1     |
| S. E. Palmeiras · Brasil     | Total club    | Total club    | 15    | 1     | 8       | 0       | 2                | 0                | 9                     | 0                     | 34    | 1     |
| Total carrera                | Total carrera | Total carrera | 118   | 2     | 8       | 0       | 5                | 0                | 45                    | 1                     | 176   | 3     |
| 1. 2.                        |               |               |       |       |         |         |                  |                  |                       |                       |       |       |

## Palmarés

### Títulos nacionales
| Título                 | Club              | País      | Año  |
| ---------------------- | ----------------- | --------- | ---- |
| Torneo Clausura        | Nacional          | Uruguay   | 2019 |
| Campeonato Uruguayo    | Nacional          | Uruguay   | 2019 |
| Torneo Intermedio      | Nacional          | Uruguay   | 2020 |
| Campeonato Uruguayo    | Nacional          | Uruguay   | 2020 |
| Supercopa Uruguaya     | Nacional          | Uruguay   | 2021 |
| Superliga de Dinamarca | F. C. Midtjylland | Dinamarca | 2024 |

### Torneos internacionales
| Título                   | Club     | País    | Año  |
| ------------------------ | -------- | ------- | ---- |
| Copa Libertadores Sub-20 | Nacional | Uruguay | 2018 |